# بعثة هويوس

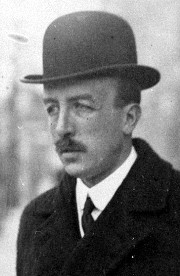
أعطى ألكسندر هويوس، سكرتير ليوبولد بيرشتولد، اسمه للمهمة التي كان مسؤولاً عنها.

تصف مهمة هويوس إرسال وزير الخارجية النمساوي المجري ليوبولد بيرشتولد لسكرتيره الخاص الواعد البالغ من العمر 38 عامًا، ألكسندر هويوس، للقاء نظرائه الألمان. كانت هذه المهمة السرية تهدف إلى تزويد صانعي السياسات النمساويين المجريين بمعلومات عن نوايا الرايخ  بعد وقت قصير من اغتيال فرانز فرديناند من النمسا، ولي العهد الإمبراطوري والملكي، في سراييفو. في 5 يوليو 1914، بعد أسبوع من محاولة الاغتيال التي أودت بحياة وريث العرش وزوجته، سعت الحكومة النمساوية المجرية إلى تأمين دعم الرايخ رسميًا للإجراءات التي أرادت اتخاذها ضد صربيا ردًا على الهجوم. في الواقع، دفعت مبادرات مملكة صربيا، المنتصرة في حربي البلقان، المسؤولين النمساويين المجريين إلى اتخاذ موقف حازم في الأزمة الدولية التي فتحها اغتيال وريث عرش النمسا والمجر.

## سياق
مباشرة بعد اغتيال الوريث الإمبراطوري والملكي فرانز فرديناند، أجرى كبار المسؤولين النمساويين المجريين، الذين كانوا مترددين في البداية، مناقشات مكثفة لتحديد الرد السياسي. ومن بين الخيارات المتاحة لهم، استُبعد العمل العسكري ضد صربيا بسرعة.

### الملكية المزدوجة في يونيو 1914

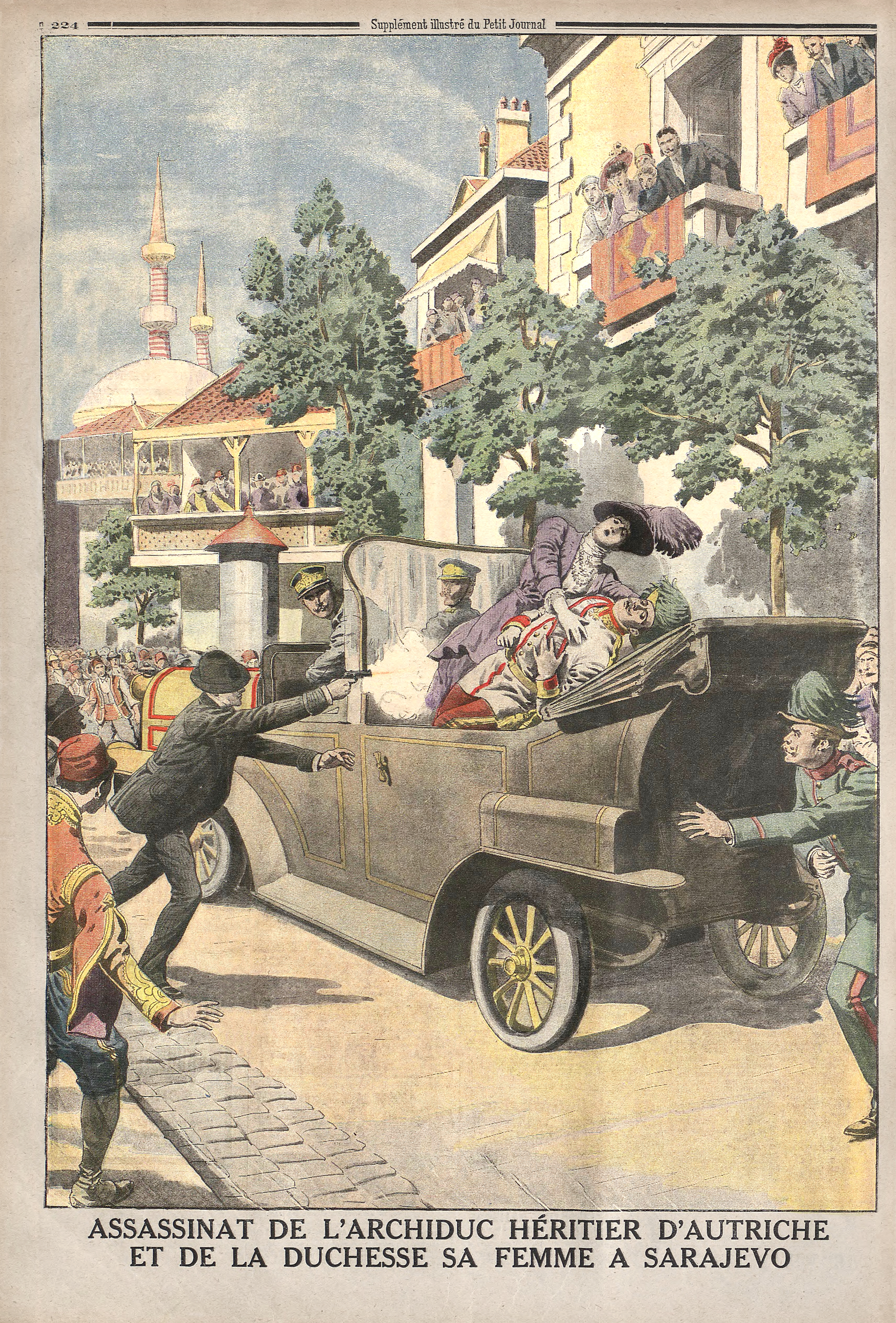
دفع اغتيال فرانز فرديناند زعماء النمسا والمجر إلى اتخاذ موقف حازم ضد صربيا.

في الرابع والعشرين من يونيو عام 1914، قبل أربعة أيام من هجوم سراييفو، وضعت الملكية المزدوجة، التي اهتزت بنتائج حروب البلقان، بينما كانت "تنسحب بهدوء"، خطة عملها لسياسة نشطة متجددة في البلقان، موجهة ضد جارتها الصربية الطموحة والمضطربة.
وهكذا، في الأسابيع التي سبقت الهجوم، كثّف الدبلوماسيون والضباط العسكريون النمساويون المجريون الأكثر عدائيةً فرص التعبير عن هذا العداء، متربصين بأدنى فرصة لسحق مملكة بلغراد سياسيًا وعسكريًا. وصف فرانز كونراد فون هوتزيندورف، رئيس أركان الجيش النمساوي المجري، لهاينريش فون تشيرشكي، السفير الألماني في فيينا آنذاك، الوضع الكارثي للملكية المزدوجة، الذي تقوّضه الدعاية الروسية والصربية الموجهة ضد الملكية السلافية.
في ظل هذه الخلفية، لاحظ وزير الحرب المشترك، مُحبّ الحرب ألكسندر فون كروباتين، تدهورًا في وضع الملكية المزدوجة في شبه جزيرة البلقان. وقد أتاح اغتيال ولي العهد للدبلوماسيين النمساويين المجريين فرصةً لمحاولة عكس هذا الاتجاه، الذي كان يتسبب في فقدان النمسا والمجر لنفوذهما وهيبتهما. ووفقًا للمستشارين المقربين لليوبولد بيرشتولد، وزير خارجية النمسا والمجر آنذاك، فإن هذه المحاولة لتوجيه العلاقات الدولية في اتجاهٍ يُصبّ مجددًا في صالح الملكية المزدوجة كانت نتيجةً لتحركٍ سريع.
هزّ اغتيال وريث فرانز جوزيف أوروبا، لكنه لم يُزعزع استقرارها. انقسم المسؤولون عن النظام الملكي الثنائي في أعقاب الاغتيال: رضِي الألمان النمساويون والمجريون بوفاة وريث العرش، الذي كان من أشدّ المؤيدين لإعادة تنظيم النظام الملكي الثنائي بإضافة فرقة سلافية جنوبية إلى الفرقتين النمساوية والمجرية القائمتين؛ أما الإمبراطور، فلم يُبدِي أي حزن على نبأ اغتيال وريثه، الذي كان آنذاك أول معارض لسياسته الحذرة على الساحة الدولية.
فرانز جوزيف، الذي لم يتأثر بوفاة وريثه، دعا مع ذلك إلى اتخاذ إجراءات لاستعادة هيبة السلالة التي تضررت من الهجوم. حلل الإمبراطور الهجوم باعتباره إهانة لشرف الملكية والعائلة الحاكمة. وبنصيحة نواب ليوبولد بيرشتولد المحرضين على الحرب، رغب الملك العجوز في البداية في دعم موقف الملكية المزدوجة بأدلة على تورط الحكومة الصربية، وفي ضمان دعم الرايخ، الحليف الرئيسي للإمبراطورية النمساوية المجرية، كجزء من عمل منسق.

### الرايخ في يوليو 1914

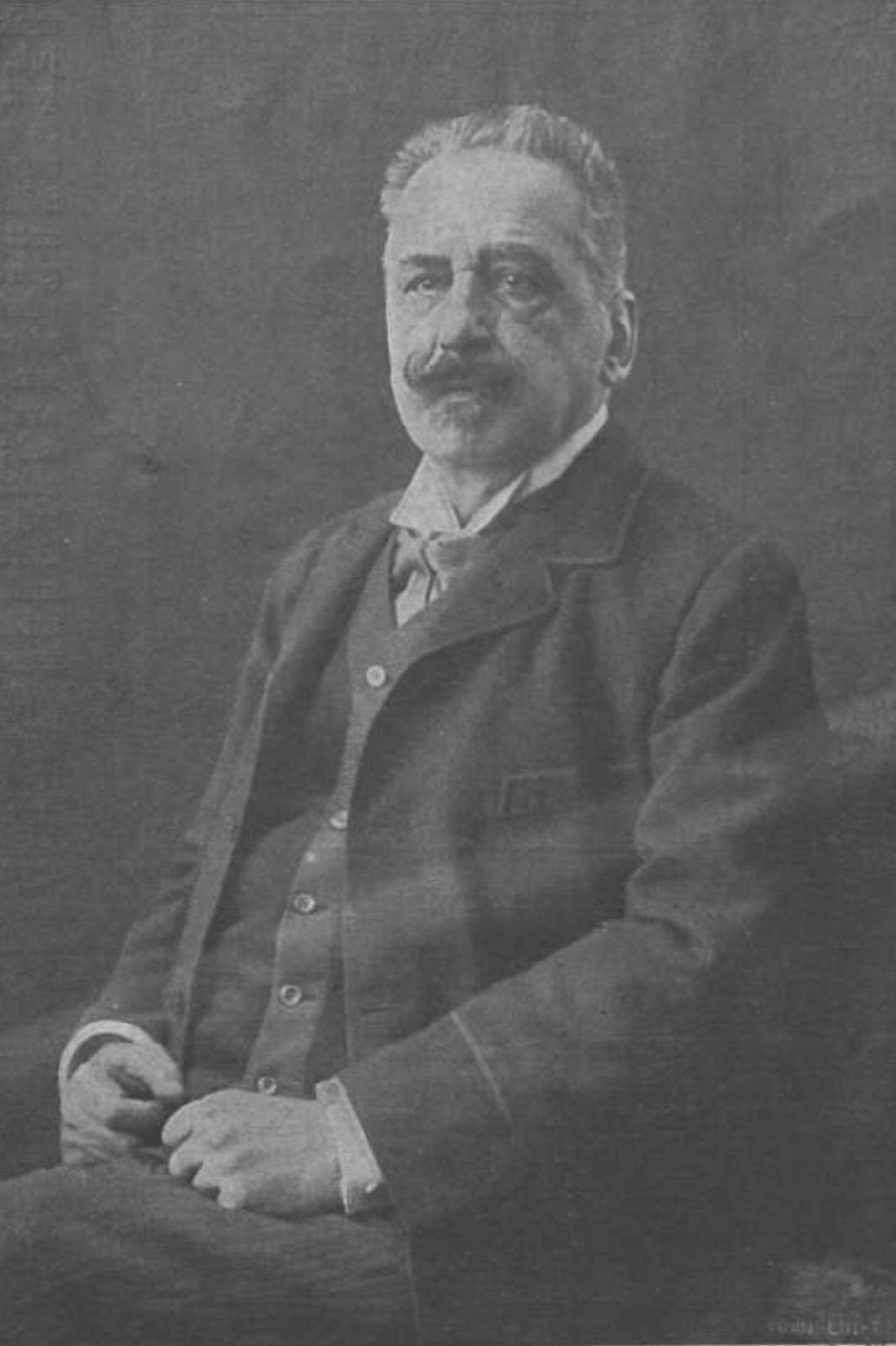
وأُبلغ لاديسلاوس دي سوغييني ماريش، السفير النمساوي المجري في برلين، سريعاً بموقف وزارة الخارجية في الأزمة الحالية.

في الأيام التي أعقبت اغتيال ولي العهد، أرسل الزعماء السياسيون للرايخ إشارات مختلطة إلى حلفائهم النمساويين والمجريين.
على سبيل المثال، دعا السفير الألماني في فيينا مرارًا وتكرارًا إلى توخي الحذر، مُرددًا موقف فيلهلم الثاني، الذي كان لديه آنذاك تحفظات بشأن العمل العسكري ضد صربيا. وبالمثل، دعا آرثر زيمرمان، وكيل وزارة الخارجية، إلى الاعتدال من خلال لازلو سوغييني ماريش الابن، السفير النمساوي المجري في برلين، إذ لم يكن يرغب في أن تفرض فيينا شروطًا مُهينة على بلغراد.
في معارضة لهذه الدعوات إلى توخي الحذر، دافعت الأوساط القومية الألمانية، المقربة غالبًا من الإمبراطور، عن موقف حازم تجاه صربيا. وبهذه الطريقة، شكك مسؤولو الرايخ في النصائح التي قدموها سابقًا لنظرائهم النمساويين المجريين: ففي الواقع، حتى أواخر عام 1913، نصح الدبلوماسيون الألمان محاوريهم في النظام الملكي المزدوج باستمالة القادة الصرب عن طريق الرشاوى أو برامج التعاون الثنائي. تبنى فيلهلم الثاني هذه المواقف العدائية، لا سيما في ملاحظاته على تقارير وزرائه ومرؤوسيهم، معربًا عن عدائه لاعتدال هاينريش فون تشيرشكي في 30 يونيو، ورغبته في "إبادة صربيا" في 2 يوليو.
وقد أملى ضعف موقف الرايخ على الساحة الدولية هذه المواقف العدوانية. ففي الواقع، منذ نهاية حرب البلقان الثانية، بدا أن آخر المواقع الألمانية في البلقان والإمبراطورية العثمانية تواجه تحديًا بسبب السياسة الروسية والفرنسية النشطة لتجديد الموارد المالية العثمانية والرومانية والصربية، التي استنفدتها الحرب التي انتهت للتو: وفي الوقت نفسه، وضعت قروض عثمانية لتمويل توسيع خط بغداد بنجاح على المراكز المالية في باريس ولندن. وقد سمح هذا التمويل الفرنسي الروسي للدبلوماسيين بتوقع نهاية التحالف بين هذه الدول من جهة، والرايخ والملكية المزدوجة من جهة أخرى.
في مواجهة هذا الوضع، رغب الحلفاء الألمان والنمساويون-المجريون في تنسيق تحركاتهم، واستئناف سياسة السيطرة غير المباشرة على البلقان والإمبراطورية العثمانية، وإظهار وحدة الصف في ردهم على الهجوم. في الثاني من يوليو، أبلغ فيلهلم الثاني فرانز جوزيف استعداد الرايخ لدعم الملكية المزدوجة في الأزمة الراهنة. كان حضور فيلهلم الثاني في جنازة ولي العهد سيُتيح فرصة للقاء الإمبراطورين، لكن الإلغاء المفاجئ لزيارته أجبر الحليفين على استخدام وسائل اتصال أخرى لتنسيق تحركاتهما.

## الأهداف المحددة
بإرساله رئيسَ حكومته إلى برلين، سعى ليوبولد بيرشتولد إلى تحقيق هدفين متكاملين: الأول هو ضمان الدعم الألماني، والثاني هو الحصول على موافقة رئيس الوزراء المجري، إستفان تيسا، المشروطة بالدعم الألماني. وأخيرًا، كان إرسال أحد أقرب دبلوماسيي الوزير يهدف أيضًا إلى تمكين الملكين من إجراء محادثات، كانت مُخططة في الأصل لزيارة الإمبراطور الألماني لحضور جنازة الأرشيدوق المُغتال.

### الدعم الألماني
نظراً لعجز القيادة النمساوية المجرية عن التعامل مع النظام الملكي المزدوج، أو حتى اتخاذ مبادرة ضد صربيا دون دعم الرايخ، سارعت إلى تحديد موقف ألمانيا في الأزمة الراهنة. كانوا يدركون تماماً عجز بلادهم عن شن حرب ضد صربيا المدعومة من روسيا بمفردها.
فور اغتيال ولي عهد النمسا والمجر، سعى قادة النظام الملكي المزدوج، مدفوعين بمطالب رئيس الوزراء المجري إستفان تيسا، الذي كان يخشى العواقب الدولية في حال نشوب حرب نمساوية صربية، إلى الحصول على دعم ألمانيا، أو على الأقل توضيح موقف الرايخ من الأزمة التي أثارها اغتيال سراييفو. في الواقع، أثر اختلال توازن القوى داخل الحلف الثلاثي بالاستقلال السياسي عن الرايخ في منظوره الصحيح، مما دفع بول كينيدي إلى وصف هذا الاستقلال بأنه "مصطنع".
من بين التعقيدات التي واجهها إستفان تيسا، المتمركز في ترانسلفانيا، كان ميزان القوى في البلقان يميل على حساب الملكية المزدوجة. في الواقع، دفعت السياسة الفرنسية الروسية، التي تجسدت بزيارة القيصر نيكولاس الثاني إلى كونستانتزا، أوتوكار تشيرنين، السفير النمساوي المجري آنذاك في بوخارست، إلى اعتبار التحالف مع رومانيا "أمرًا ميتًا". لذا، أيد تيسا تحييد رومانيا، إما من خلال تحالف ألماني روماني، أو تحالف معاكس بين النمسا والمجر وبلغاريا.
في هذا السياق غير المواتي إلى حد ما، تجنب فيلهلم الثاني ووزراؤه جميع الأسئلة المحددة التي أثارها السياسيون النمساويون المجريون حتى الأول من يوليو، وهو موقف لم يتجاهله رئيس الوزراء المجري.  لذا، بينما ظل فيلهلم الثاني وأعضاء الحكومة الإمبراطورية مراوغين، حصل الكونت بيرشتولد مع ذلك على تأكيدات من السفير الألماني في فيينا، هاينريش فون تشيرشكي، وهو صديق شخصي لألكسندر هويوس، بأن الحكومة الألمانية ستدعم الملكية المزدوجة في الأزمة الحالية. ومع ذلك، لم يتمكن النمساويون المجريون من تحديد ما إذا كان السفير يعبر عن موقفه الخاص أم موقف حكومة الرايخ. في مواجهة هذا الشك، وعدم الرغبة في إلزام الملكية المزدوجة بمواجهة مع صربيا وروسيا بمفردها، قرر مجلس التاج النمساوي المجري إرسال بعثة إلى برلين، مهمتها الدفاع عن سياسة حازمة في الأزمة التي فتحها اغتيال ولي عهد النمسا والمجر والحصول على الدعم الألماني.
كان إرسال هذا المفوض تكتيكيًا في المقام الأول. في الواقع، في عام 1913، كبح الدبلوماسيون الألمان النظام الملكي المزدوج، وحثّوه على تفضيل النجاحات الدبلوماسية على المغامرات العسكرية غير المؤكدة. ومع ذلك، بعد بضعة أشهر، في يوليو 1914، سعى الرايخ إلى "تشجيع" حليفه الرئيسي، من خلال حثّ المسؤولين النمساويين المجريين على اتخاذ إجراءات حاسمة وحازمة ضد صربيا.

### الإجماع داخل الملكية المزدوجة
في أعقاب أنباء الهجوم، انقسم المسؤولون النمساويون المجريون إلى مجموعتين بشأن السياسة التي يجب اتباعها: بينما فضلت الأغلبية اتخاذ إجراء ضد صربيا، فضل رئيس الوزراء المجري، استفان تيسا، والمقربون منه الاكتفاء بالنجاح الدبلوماسي.
أراد الإمبراطور، بصفته حاميًا للمؤسسات، اتفاقًا بين القادة السياسيين النمساويين والمجريين الرئيسيين قبل اتخاذ أي مبادرة من جانب النظام الملكي المزدوج. في 30 يونيو، التقى وزير الخارجية المشترك بإستيفان تيسا، الذي اشترط موافقة ألمانيا على العمل العسكري؛ إذ خشي التدخل الروسي في الأزمة التي أثارها الهجوم، تمامًا كما خشي التدخل الروماني في ترانسلفانيا.
ومع ذلك، بينما كان معظم القادة السياسيين والعسكريين للملكية المزدوجة حريصين على اتخاذ إجراء ضد صربيا، كان الجيش، ولا سيما فرانز كونراد فون هوتزيندورف، مقتنعًا بأن مثل هذا الإجراء سيكون مستحيلًا بدون دعم الرايخ؛ مدركين لاحتمال التدخل الروسي المسلح في الأزمة، كانوا يعرفون أن الجيش المشترك غير قادر على مواجهة حرب على جبهتين بمفرده: في البلقان، ضد صربيا وحليفها الجبل الأسود، وفي غاليسيا، ضد روسيا. بصفته مدافعًا عن التصميم خلال الأزمة النمساوية الصربية الأخيرة في خريف عام 1913 ، كان كونراد يأمل في الحصول على دعم الرايخ في حل الأزمة التي بدأت في 28 يونيو 1914.

## هويوس في برلين
أُرسل ألكسندر هويوس إلى برلين، حاملاً عدة وثائق لتسليمها إلى نظرائه الألمان. وصل إلى برلين صباح الخامس من يوليو، حاملاً ملفًا ضخمًا يهدف إلى توعية الرايخ بالمنظور السياسي للملكية المزدوجة.

### المستندات والتعليمات

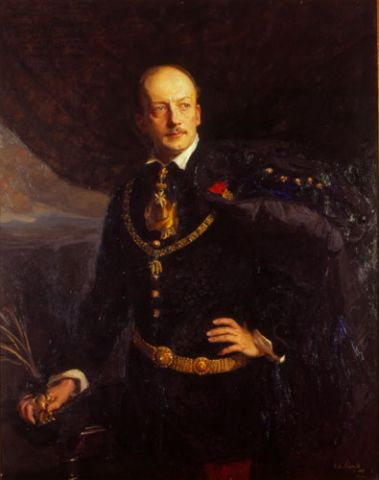
أعطى ليوبولد بيرشتولد لزميله تعليمات دقيقة.

كان من المقرر أن يلتقي الكونت هويوس، وهو مسؤول رفيع المستوى ودبلوماسي من الإمبراطورية النمساوية المجرية، مع الإمبراطور الألماني ومستشاريه الرئيسيين لمناقشة مسار العمل الذي يجب اتخاذه.
لإجراء هذه المناقشات، كان تحت تصرفه رسالة شخصية من فرانز جوزيف، سلمها إلى فيلهلم الثاني السفير النمساوي المجري في برلين، لاديسلاوس دي سوغييني ماريش. في هذه الرسالة، انتقد فرانز جوزيف السياسة الروسية بشدة: تصرفات روسيا، التي نقلها الصرب محليًا، كانت تهدف فقط إلى تدمير الملكية المزدوجة، وفقًا للإمبراطور. كما اتهم الحكومة الملكية الصربية بلعب دور رئيسي في هجوم 28 يونيو.
بناءً على هذه الرسالة المكتوبة بخط اليد، سلّم ألكسندر هويوس الإمبراطور الألماني "مذكرة" ضخمة تتضمن بنود التقرير الذي أرسله البارون فرانز ماتشيكو إلى بيرشتولد. في هذا التقرير التمهيدي،  اقترح البارون ماتشيكو على الوزير بيرشتولد توجيه سياسة الملكية المزدوجة نحو بلغاريا، لأن هذا التحالف كان يستهدف مملكة بلغراد.
وقد قدم تقرير ماتشيكو المحدث،  المقدم إلى ليوبولد بيرشتولد في 24 يونيو، للأخير، بموافقة فرانز جوزيف، فرصة لنقل وجهة النظر النمساوية المجرية بشأن هزيمة بلغاريا في حروب البلقان إلى الرايخ: فبالنسبة للمحررين النمساويين المجريين لهذه الرسالة إلى فيلهلم الثاني و"المذكرة المساعدة"، كانت صربيا مسؤولة في المقام الأول عن زعزعة استقرار الملكية المزدوجة، من خلال دعايتها "البانسلافية".
في تسليط الضوء على تركيز الدبلوماسيين الفيينيين على قضية السلاف الجنوبيين، تُعطي الوثائق المرسلة إلى برلين، وتقرير 24 يونيو 1914، وملحقه الذي كُتب بعد الهجوم، انطباعًا بأن النص كُتب على عجل وبنوع من الارتجال، حيث عرض الحقائق دون وضعها في نصابها الصحيح، مستحضرًا، على سبيل المثال، التغيير الأخير في تحالف رومانيا. وهكذا، بناءً على هذه التحليلات، اقترح قادة الملكية المزدوجة، الذين مثّلهم في برلين ألكسندر هويوس، أحد أكثر فرق بيرشتولد تشددًا، عزل مملكة بلغراد وإضعافها لسنوات عديدة قادمة، مع طمأنة الرايخ باستعدادهم للدخول في مواجهة مسلحة مع صربيا.

### التبادلات الرسمية وغير الرسمية

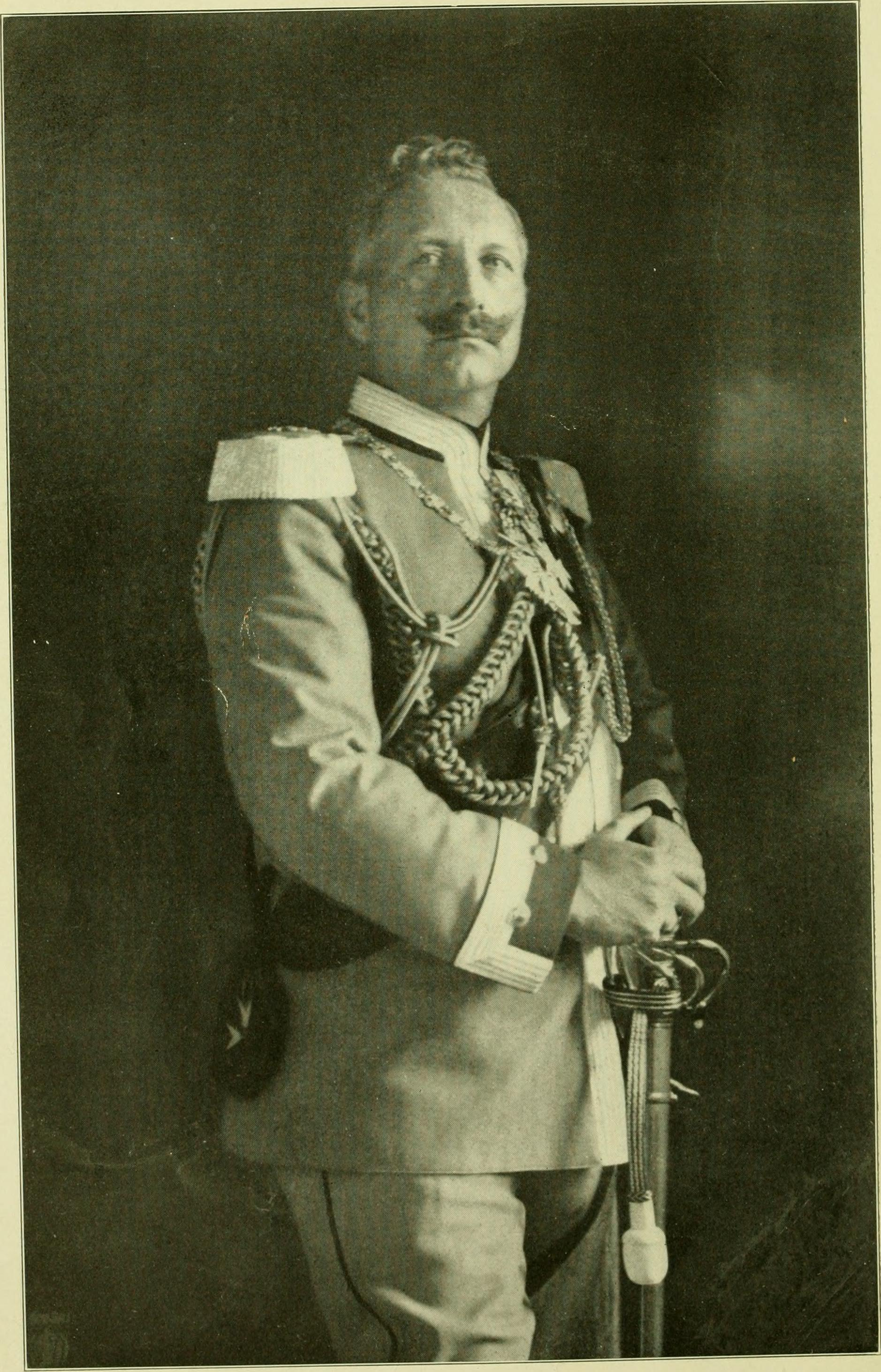
استقبل فيلهلم الثاني الكونت هويوس في 5 يوليو 1914.

بمجرد وصوله إلى برلين، أجرى هويوس، المؤيد لاستخدام القوة ضد صربيا، محادثات ليس فقط مع المسؤولين الألمان، بل أيضًا مع ممثلي صحافة الرايخ، ولا سيما الصحفي فريدريش ناومان، الذي كان أيضًا مؤيدًا لسياسة ألمانية عدوانية. خلال الاجتماع مع هذا المقرب من هيئة الأركان العامة الألمانية، نوقش موقف الجيش باستفاضة: ففي نظرهم، كان الحشد العسكري الروسي يُقلل تدريجيًا من الموارد العسكرية للرايخ وحلفائه، مما حرمهم في النهاية من أي مبادرة ضد الروس.
استقبل فيلهلم الثاني السفير النمساوي المجري سزوجيني على الغداء في القصر الجديد ببوتسدام في الخامس من يوليو. بعد ذلك، التقى هويوس بآرثر زيمرمان، وكيل وزارة الخارجية في الرايخ، وهو مؤيدٌ لاتخاذ إجراءات انتقامية ضد صربيا. بعد استلام الوثائق من هويوس، استدعى القيصر الألماني ليس فقط القادة العسكريين بالوكالة للرايخ، بل أيضًا وزرائه الذين كانوا في برلين  آنذاك. جمعت مشاورات فيلهلم الثاني الأولى إريش فون فالكنهاين، وزير الحرب البروسي، وهانز فون بليسن، مساعد الإمبراطور الألماني، وموريتز فون لينكر، رئيس مجلس الوزراء العسكري، بينما جمع الاجتماع الثاني الذي ترأسه الإمبراطور القادة السياسيين للرايخ، والمستشار ثيوبالد فون بيثمان-هولويج، ووكيل وزير الخارجية آرثر زيمرمان، والوزير إريك فون فالكنهاين. لم تُحفظ أي سجلات لهذه الاجتماعات. في عام 1920، عندما استجوبتهم لجنة التحقيق البرلمانية في الرايخستاغ، أصرّ بيثمان-هولويج وفالكنهاين وفون بليسن جميعًا على استعداد إمبراطورهم للتحرك بأسرع ما يمكن ضد صربيا، حيث رغب فيلهلم الثاني في "إنهاء الأمر في أسرع وقت ممكن"، كما أشار في هامش برقية من السفير الألماني في فيينا، هاينريش فون تشيرشكي.
إلى جانب هذه الاجتماعات الرسمية، التقى الممثل النمساوي المجري فيكتور ناومان، وهو صحفي ومقرب من وزير خارجية الرايخ ورئيس المجلس البافاري جورج فون هيرتلينج. كرر فيكتور ناومان استنتاجات المناقشات التي أجراها مع هويوس في الأول من يوليو في فيينا؛ وخلال هذه المحادثة الخاصة،  أصر ناومان على دعم الرايخ المطلق للملكية المزدوجة: ودون أن يوضح ذلك، أبلغ محاوره أن النمسا والمجر ستستفيد من دعم الرايخ في حال نشوب صراع مفتوح مع بلغراد.

## حصيلة
وبناءً على تقييم مفرط في التفاؤل للوضع، شجع المسؤولون الألمان حليفهم على اتخاذ موقف صارم ضد مملكة بلغراد.

### صك على بياض
بحلول الخامس من يوليو، تلقى الدبلوماسيان النمساوي-المجري ألكسندر هويوس ولاديسلاوس دي سوغييني-ماريش تأكيداتٍ بدعم الرايخ للنظام الملكي المزدوج، حليفه المخلص الوحيد. اتخذ فيلهلم الثاني هذا القرار أولًا خلال مأدبة غداء مع ممثلي النمسا-المجر، ثم أُكد بعد الظهر في اجتماع غير رسمي بين الإمبراطور الألماني ومستشار الرايخ ووكيل وزارة الخارجية في بوتسدام. وسرعان ما أبلغ لاديسلاوس دي سوغييني-ماريش فيينا بالقرار الألماني، بناءً على افتراض أن روسيا ستلتزم الصمت في وجه المبادرات الألمانية-النمساوية-المجرية.
مع ذلك، فإن الدعم الألماني، الذي أكده مستشار الرايخ للنمسا والمجر في اليوم التالي، قد ترك للملكية المزدوجة سيطرة كاملة على الإجراءات التي تنوي اتخاذها ضد صربيا. علاوة على ذلك، لم يحدد محاورو ألكسندر هويوس طبيعة الدعم الألماني للملكية المزدوجة. 

### المفاوضات النمساوية المجرية

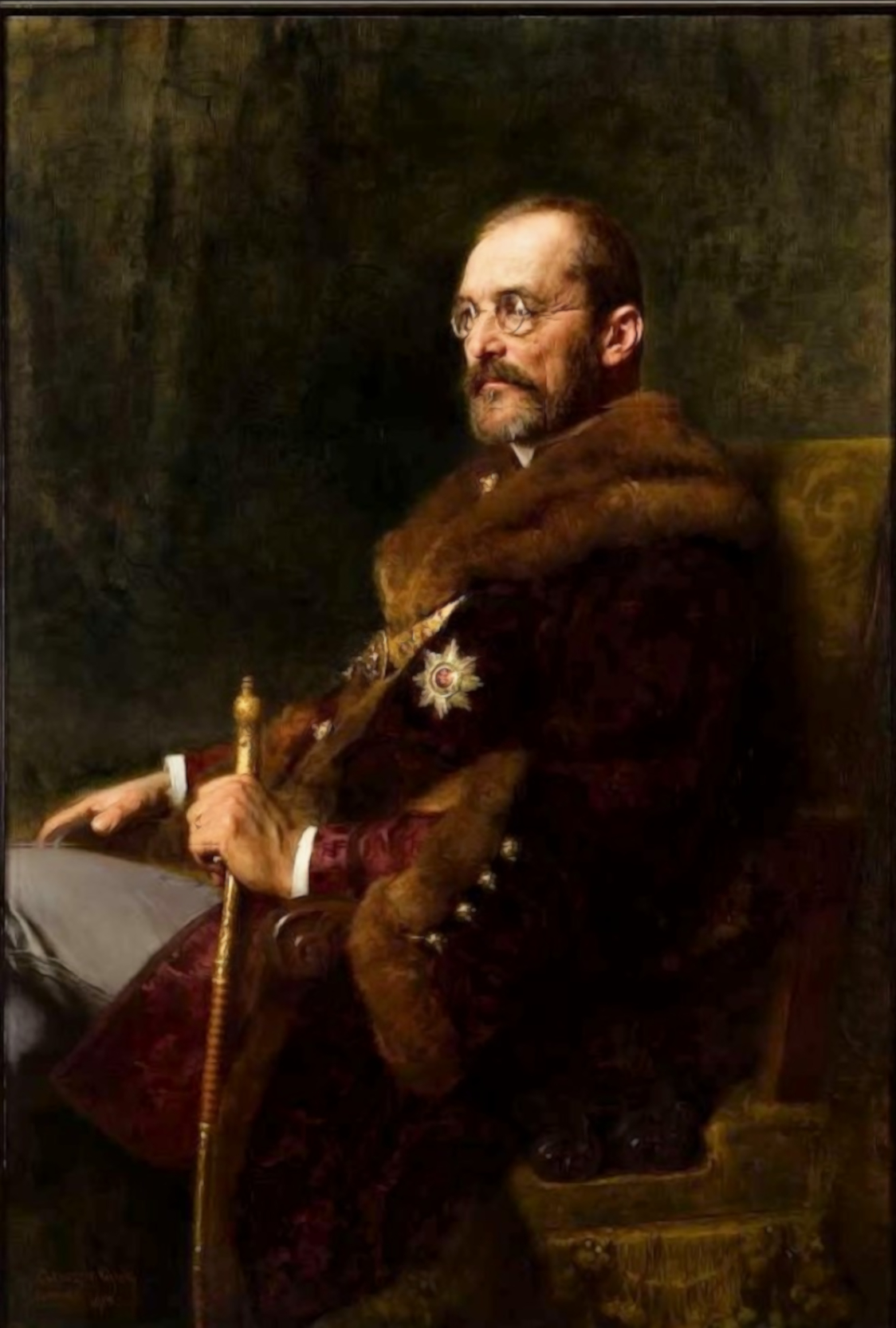
ويعد رئيس الوزراء المجري استفان تيسا الأكثر عدائية بين زعماء النظام الملكي المزدوج تجاه أي مبادرة حربية لا تحظى بدعم ألمانيا.

عندما عاد ألكسندر هويوس إلى فيينا مساء السادس من يوليو، عُرفت نتائج مهمته على الفور، وبدأ المسؤولون النمساويون المجريون مناقشة الأمر، بهدف رئيسي هو إقناع إستفان تيسا، رئيس الوزراء المجري آنذاك، بضرورة العمل العسكري ضد صربيا. لم ينجح ستيفان بوريان فون رايتش، الحاكم السابق للبوسنة والهرسك والصديق المقرب لإستيفان تيسا، في ذلك إلا في منتصف يوليو.  ومع ذلك، تمكن رئيس الوزراء المجري من إجبار محاوريه على إرسال مذكرة قبل اتخاذ أي إجراء عسكري ضد بلغراد.
في الواقع، عارض إستفان تيسا، ممثل المصالح المجرية، أي توسع إقليمي واسع النطاق من قِبل الملكية المزدوجة، وأي مبادرة من شأنها أن تجعل النمسا والمجر الطرف المعتدي. وكان عداءه لأي توسع إقليمي على حساب صربيا نابعًا من رفضه للعواقب السياسية المترتبة على دمج السكان السلافيين الجدد، أي زيادة وزن ممثليهم في الهيئات التمثيلية النمساوية والمجرية.

### إنذار 23 يوليو
خلال الاجتماع بعد الظهر لمجلس التاج النمساوي المجري في 7 يوليو، أبلغ وزير خارجية النمسا والمجر، ليوبولد بيرشتولد، الإمبراطور رسميًا ورئيسي المجلس النمساوي والمجري، كارل فون ستورجخ وإستفان تيسا، وزملائه المسؤولين عن الشؤون المشتركة، ألكسندر فون كروباتين وليون بيلينسكي، بدعم ألمانيا للسياسة الحربية التي كان ينوي اتباعها ضد بلغراد.
لقد أزال هذا الخبر آخر الترددات النمساوية المجرية، ولكنه لم يقنع رئيس الوزراء المجري، استفان تيسا، الذي كان لا يزال معاديا لأي مبادرة عسكرية ضد صربيا في ذلك الوقت. 

## ملحوظات
1. ↑  بين إعلان الإمبراطورية الألمانية في عام 1871 وحلها في عام 1945، كان الاسم الرسمي للدولة الألمانية هو "الرايخ الألماني"، والذي تمت الإشارة إليه لاحقًا بالمصطلح القانوني الرايخ.
2. ↑  ويقول ذلك في تقريره إلى فرانز جوزيف بتاريخ 1 يوليو 1914.
3. ↑  يقدم تقرير فرانز ماتشيكو نظرة عامة على وضع الملكية المزدوجة منذ نهاية حروب البلقان، ويقترح تغييراً في الاتجاه في سياسة النمسا والمجر في البلقان.
4. ↑  كان جوتليب فون ياغو، وزير الخارجية الألماني، وهيلموت فون مولتكه، رئيس الأركان الألماني، وألفريد فون تيربيتز، قائد البحرية، في إجازة.
5. ↑  ويذكّر نومان محاوره مراراً وتكراراً بالطبيعة غير الرسمية للاجتماع.
6. ↑  وفي نظر القادة العسكريين للملكية المزدوجة، كان العمل العسكري ضد صربيا هو السبيل الوحيد لتجنب المزيد من خسارة هيبة النظام الملكي الهابسبورغي في البلقان.
7. ↑  وفي 14 يوليو، غيّر تيسا موقفه ووافق على فكرة إرسال إنذار نهائي إلى بلغراد.

### الاستشهادات
1. ↑  The update concerns the consequences of رومانيا's change of alliance, perceptible since May 1914.
2. ↑  At this stage of the crisis, Hoyos's German interlocutors could not envisage anything other than diplomatic support for Austria-Hungary and pressure on Russia and its allies.

## روابط خارجية
- نُشرت مقالة في مجلة شبيغل بمناسبة الذكرى السنوية التسعين لإرسال ألكسندر هويوس إلى أرشيف برلين.